# Birds in the Trap Sing McKnight
Birds in the Trap Sing McKnight er det andet studiealbum af den amerikanske Travis Scott fra 2016. På albummet gæsteoptræder navne som André 3000, Kid Cudi, The Weeknd, NAV, 21 Savage, Kendrick Lamar og flere.
Det blev frigivet den 2. september 2016 gennem Grand Hustle Records og distribueret af Epic Records.